# Johann Dientzenhofer
Johann Dientzenhofer (Sankt Margrethen, 25 maggio 1663 – Bamberga, 20 luglio 1726) è stato un architetto tedesco del periodo barocco.

## Biografia
Poche sono le notizie sulle prime fasi della sua vita e sulla sua formazione: fu probabilmente in Italia attorno al 1699 (nelle opere ecclesiastiche successive a questa data, si nota infatti una certa familiarità con l'architettura sacra italiana, che va ad innestarsi su moduli tedeschi). Tra i suoi primi incarichi in ambito religioso vi fu la costruzione della cattedrale di Fulda su stimolo dell'abate locale, Adalbert von Schleifras.
Negli edifici privati prevalgono invece i moduli francesi, forse derivati dagli studi per ornamenti di Jean Berain, pubblicati nel 1711.
Nel 1711 venne nominato architetto di corte del principe vescovo di Bamberga: assieme al fratello Christoph, lavorò alla chiesa benedettina di Banz, la cui pianta è derivata da quella del Borromini per la Chiesa di San Carlo alle Quattro Fontane.

## Opere

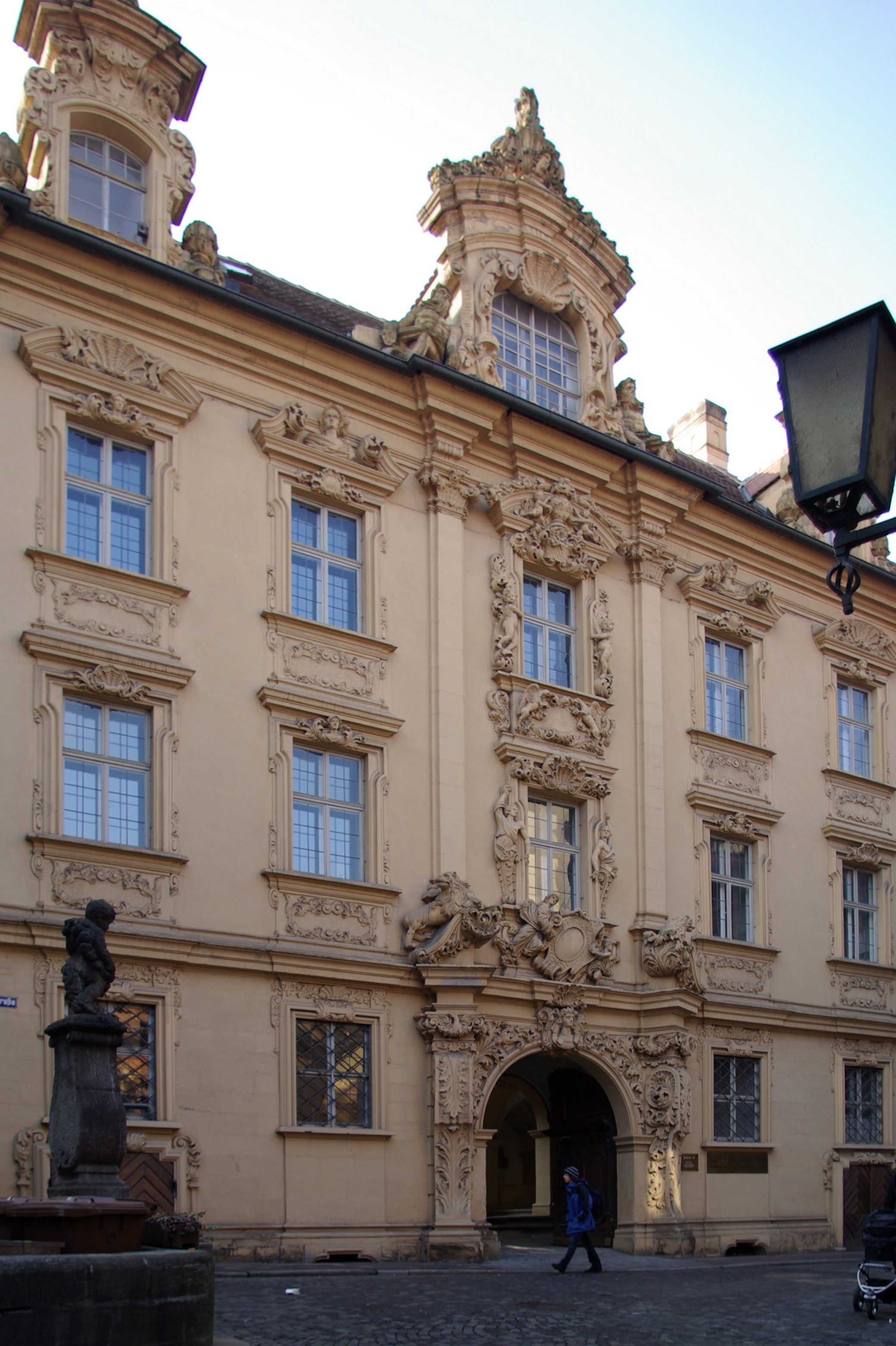
Böttingerhaus

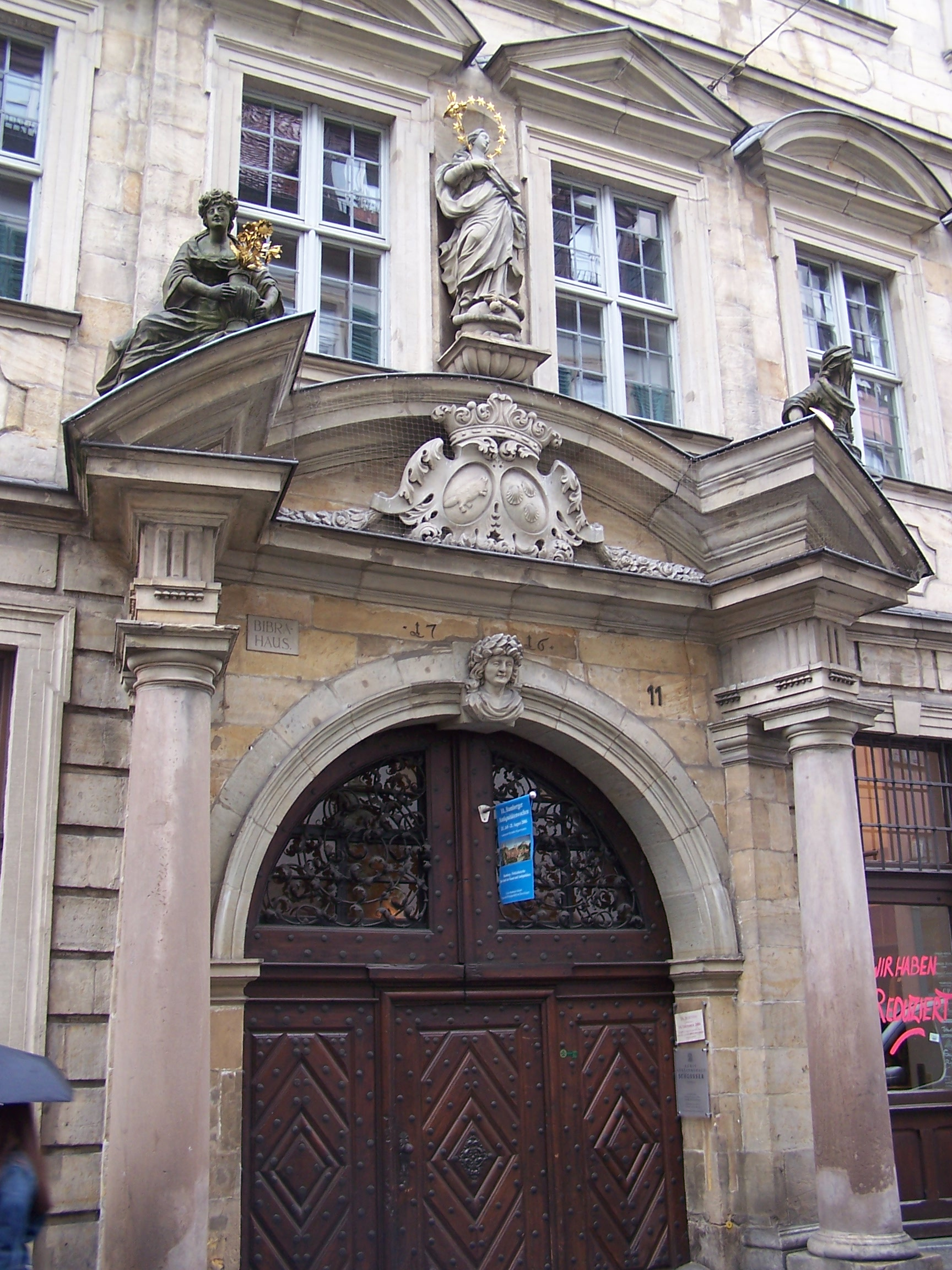
Bibra-Palais, Bamberg

- Per la sede del Principato a Fulda:
  - Duomo di Fulda (1704–1712)
  - Castello di Fulda (1707–1712)
  - Castello di Bieberstein (1709)
  - Castelli a Geisa
- Per il principe vescovo di Bamberga:
  - Castello di Weißenstein a Pommersfelden (1711–1718)
  - Castello di Reichmannsdorf (1714–1719)
- Per altri committenti
  - Bad Kissingen: Nuovo Rathaus  (1709)
  - Bamberga
    - Böttingerhaus (1708–1713)
    - Palazzo Rotenhan (1711–1718)
    - Bibra Palazzo (1714–1716)

  - Holzkirchen: Convento, edifici conventuali e chiesa conventuale
  - Monastero di Banz: edifici monastici e chiesa (dal 1707 prosecuzione dei lavori dopo la morte di Leonhard Dientzenhofer)
  - Kleinheubach: Castello di Löwenstein per i principi Löwenstein-Wertheim (Costruzione secondo i progetti di Louis de la Fosse)
  - Litzendorf: Chiesa parrocchiale di San Venceslao
  - Oberschwappach: Castello di Oberschwappach (1711–1716)
  - Ebensfeld: ristrutturazione e trasformazione barocca della cappella del santuario a Veitsberg (1718–1719)
  - Ullstadt: castello per i baroni di Frankenstein (1718–1725)
  - Würzburg: Facciata della Chiesa della Collegiata di Neumünster (1711–1716)

## Galleria d'immagini

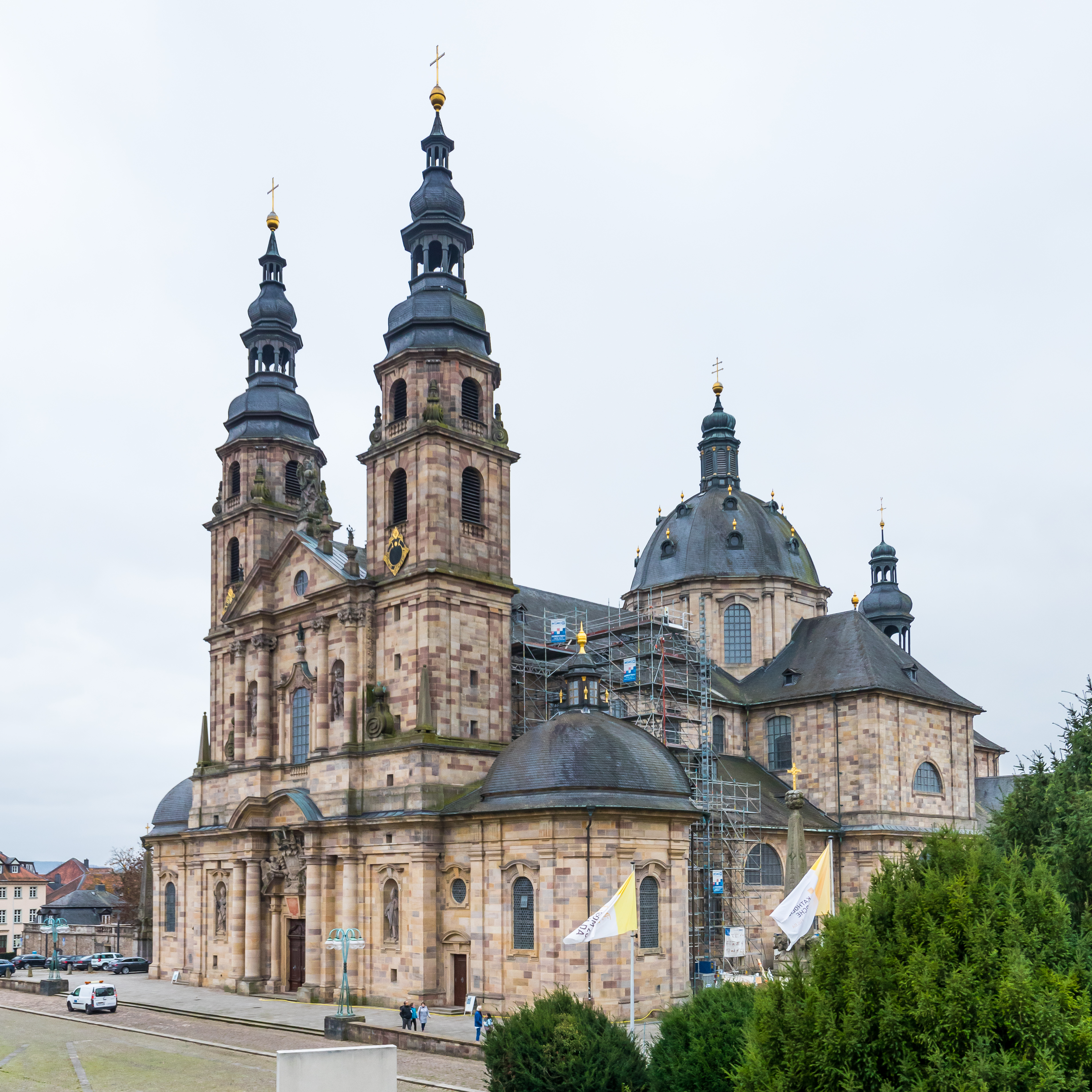
Chiesa cattedrale di Fulda
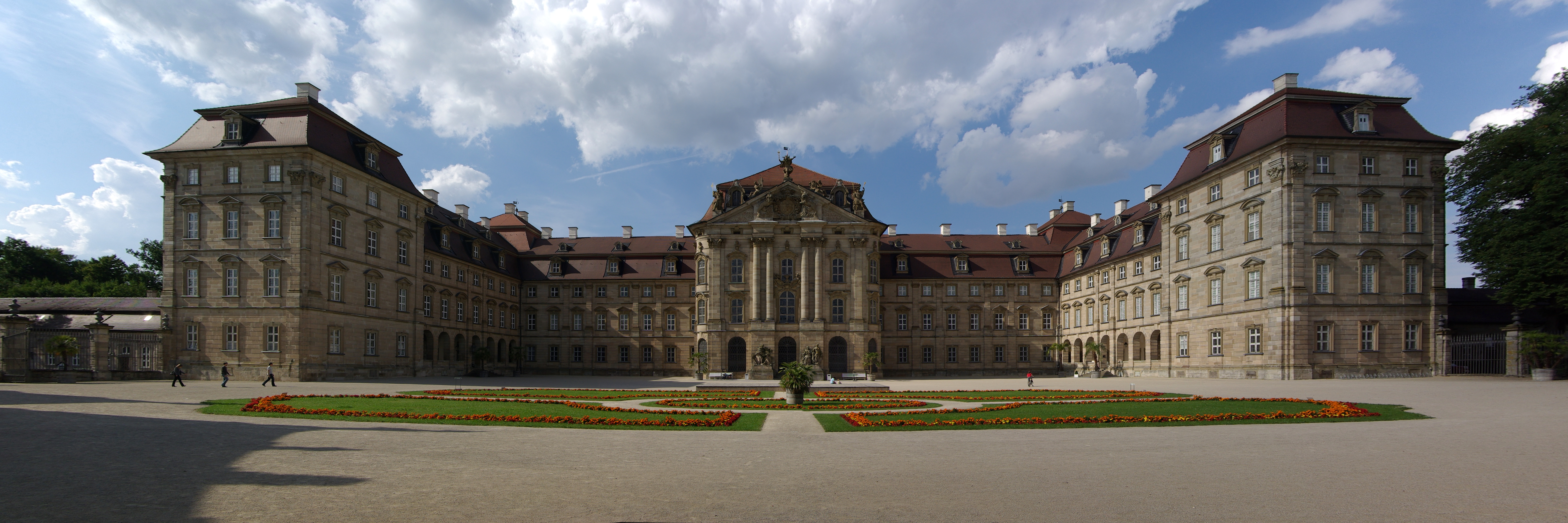
Castello di Weißenstein
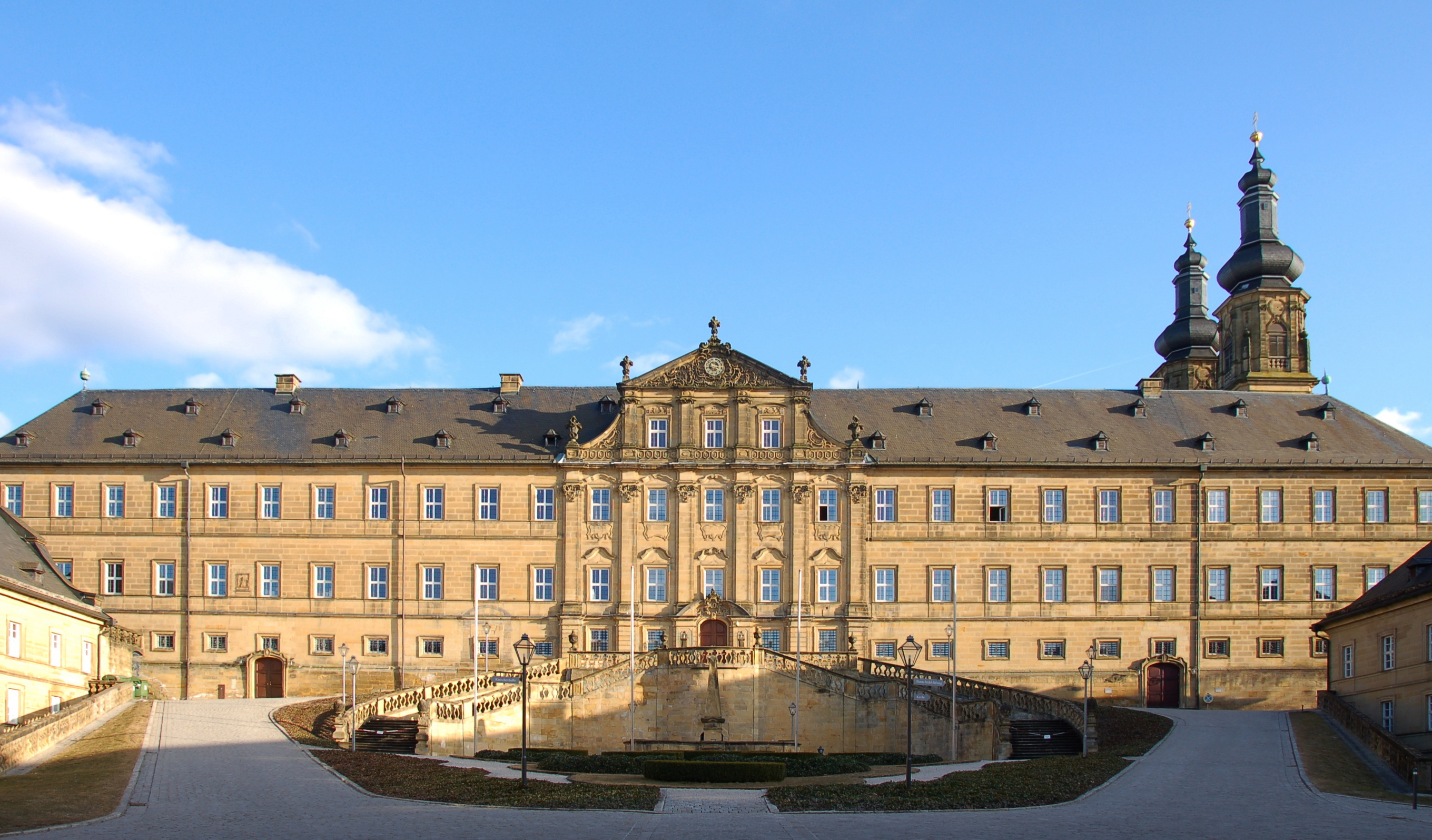
Monastero di Banz
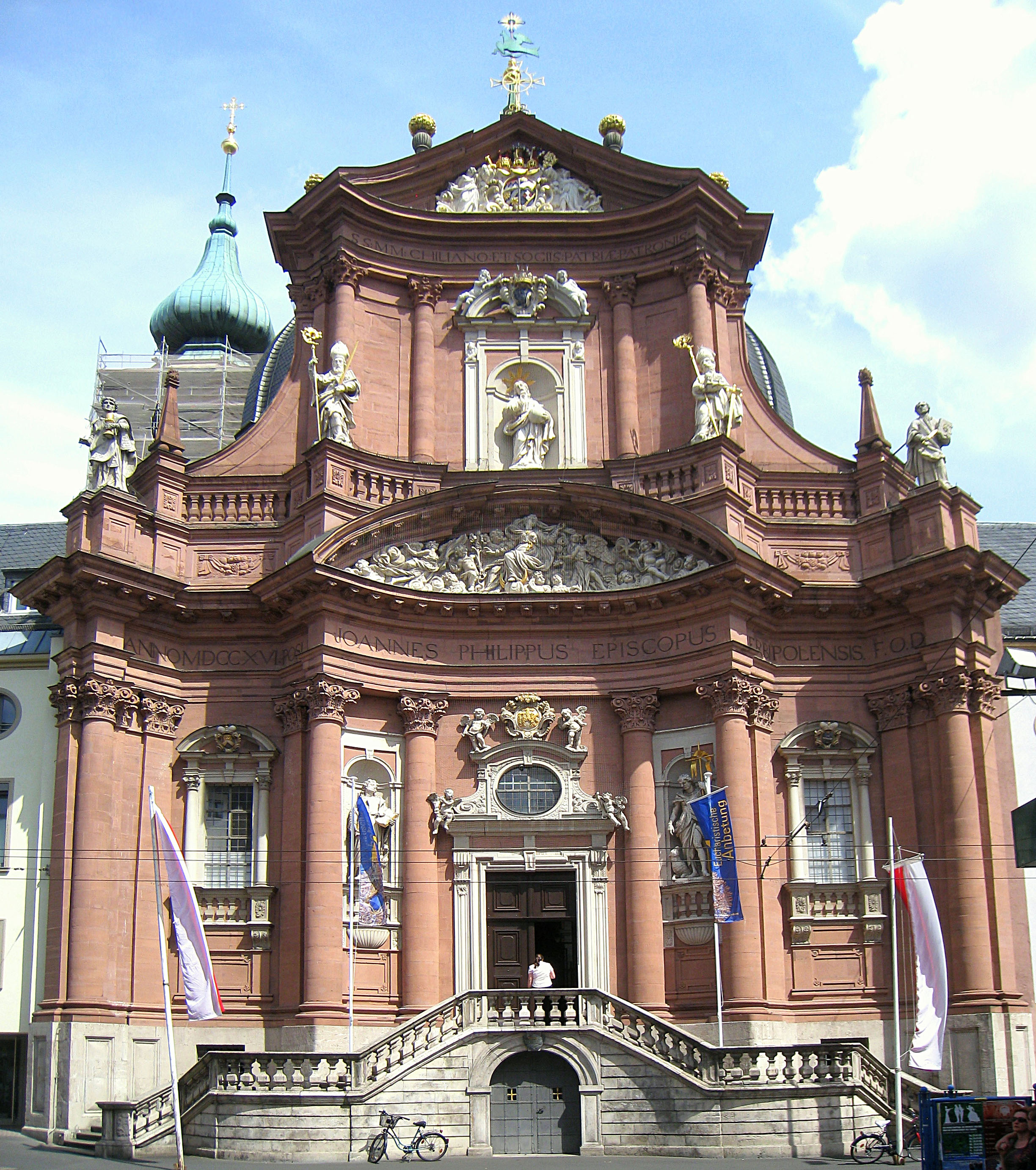
Facciata barocca della chiesa della Collegiata di Neumünster a Würzburg